# Праворуч і ліворуч

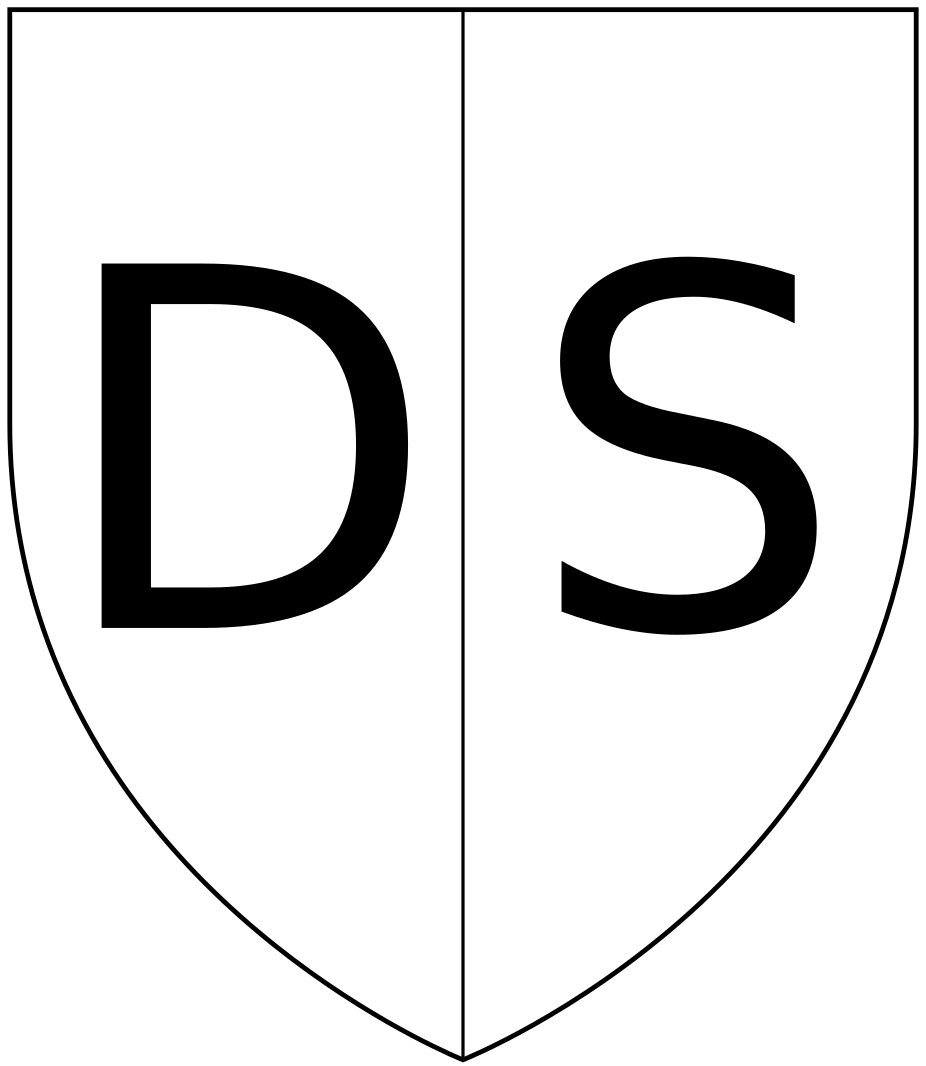
Праворуч (D, Dexter) і Ліворуч (S, Sinister) на гербі

Право́руч і ліво́руч (англ. Dexter and sinister) — у геральдиці, блазоні сторони герба або щита. Визначаються залежно від носія щита, а не глядача. Відповідно, геральдичне «праворуч» позначатиме лівий бік малюнку для глядача, а «ліворуч» — навпаки. Водночас, правиця чи лівиця гербової фігури (лева, орла, лицаря тощо) іменуються так, як їх бачить глядач.